# 1720 în literatură
Anul 1720 în literatură a implicat o serie de evenimente și cărți noi semnificative.  